# Campeonato Brasileño de Fútbol 2022
El Campeonato Brasileño de Fútbol 2022, también conocido como el Brasileirão, es la principal competición a nivel de clubes más importante del país. El campeonato está organizado por la Confederación Brasileña de Fútbol (CBF), y se encuentra dividido en cuatro niveles o series: Serie A, Serie B, Serie C y Serie D.

## Serie A
Se disputaró del 10 de abril y finalizó el 13 de noviembre de 2022. Los veinte equipos participantes se enfrentaron en un sistema de todos contra todos en partidos de ida y vuelta. Los seis primeros puestos clasificaron  a la Copa Libertadores 2023. Los siguientes seis equipos clasificaron a la Copa Sudamericana 2023. Los últimos cuatro equipos descendieron a la Serie B 2023.

### Participantes
| Equipo               | Ciudad            | Estado             | Estadio                | Capacidad | Posición 2021 |
| -------------------- | ----------------- | ------------------ | ---------------------- | --------- | ------------- |
| América Mineiro      | Belo Horizonte    | Minas Gerais       | Independência          | 23 018    | 8.º Serie A   |
| Athletico Paranaense | Curitiba          | Paraná             | Arena da Baixada       | 42 370    | 14.º Serie A  |
| Atlético Goianiense  | Goiânia           | Goiás              | Antônio Accioly        | 12 500    | 9.º Serie A   |
| Atlético Mineiro     | Belo Horizonte    | Minas Gerais       | Mineirão               | 61 846    | 1.º Serie A   |
| Avaí                 | Florianópolis     | Santa Catarina     | Ressacada              | 18 000    | 4.º Serie B   |
| Botafogo             | Río de Janeiro    | Río de Janeiro     | Olímpico Nilton Santos | 46 831    | 1.º Serie B   |
| Ceará                | Fortaleza         | Ceará              | Castelão               | 67 037    | 11.º Serie A  |
| Corinthians          | São Paulo         | São Paulo          | Neo Química Arena      | 49 205    | 5.º Serie A   |
| Coritiba             | Curitiba          | Paraná             | Couto Pereira          | 40 502    | 3.º Serie B   |
| Cuiabá               | Cuiabá            | Mato Grosso        | Arena Pantanal         | 44 000    | 15.º Serie A  |
| Flamengo             | Río de Janeiro    | Río de Janeiro     | Maracaná               | 78 838    | 2.º Serie A   |
| Fluminense           | Río de Janeiro    | Río de Janeiro     | Maracaná               | 78 838    | 7.º Serie A   |
| Fortaleza            | Fortaleza         | Ceará              | Castelão               | 67 037    | 4.º Serie A   |
| Goiás                | Goiânia           | Goiás              | Serra Dourada          | 41 000    | 2.º Serie B   |
| Internacional        | Porto Alegre      | Río Grande del Sur | Beira-Rio              | 50 128    | 12.º Serie A  |
| Juventude            | Caxias do Sul     | Río Grande del Sur | Alfredo Jaconi         | 19 924    | 16.º Serie A  |
| Palmeiras            | São Paulo         | São Paulo          | Allianz Parque         | 43 713    | 3.º Serie A   |
| RB Bragantino        | Bragança Paulista | São Paulo          | Nabi Abi Chedid        | 17 128    | 6.º Serie A   |
| Santos               | Santos            | São Paulo          | Vila Belmiro           | 16 068    | 10.º Serie A  |
| São Paulo            | São Paulo         | São Paulo          | Morumbi                | 72 039    | 13.º Serie A  |

### Clasificación
| Pos. | Equipo                  | Pts. | PJ | G  | E  | P  | GF | GC | Dif. | Clasificación 2023                               |
| ---- | ----------------------- | ---- | -- | -- | -- | -- | -- | -- | ---- | ------------------------------------------------ |
| 1    | Palmeiras (C)           | 81   | 38 | 23 | 12 | 3  | 66 | 27 | +39  | Campeón y fase de grupos de la Copa Libertadores |
| 2    | Internacional           | 73   | 38 | 20 | 13 | 5  | 58 | 31 | +27  | Fase de grupos de la Copa Libertadores           |
| 3    | Fluminense              | 70   | 38 | 21 | 7  | 10 | 63 | 41 | +22  | Fase de grupos de la Copa Libertadores           |
| 4    | Corinthians             | 65   | 38 | 18 | 11 | 9  | 44 | 36 | +8   | Fase de grupos de la Copa Libertadores           |
| 5    | Flamengo                | 62   | 38 | 18 | 8  | 12 | 60 | 39 | +21  | Fase de grupos de la Copa Libertadores           |
| 6    | Athletico Paranaense    | 58   | 38 | 16 | 10 | 12 | 48 | 48 | 0    | Fase de grupos de la Copa Libertadores           |
| 7    | Atlético Mineiro        | 58   | 38 | 15 | 13 | 10 | 45 | 37 | +8   | Fase 2 de la Copa Libertadores                   |
| 8    | Fortaleza               | 55   | 38 | 15 | 10 | 13 | 46 | 39 | +7   | Fase 2 de la Copa Libertadores                   |
| 9    | São Paulo               | 54   | 38 | 13 | 15 | 10 | 55 | 42 | +13  | Fase de grupos de la Copa Sudamericana           |
| 10   | América Mineiro         | 53   | 38 | 15 | 8  | 15 | 40 | 40 | 0    | Fase de grupos de la Copa Sudamericana           |
| 11   | Botafogo                | 53   | 38 | 15 | 8  | 15 | 41 | 43 | −2   | Fase de grupos de la Copa Sudamericana           |
| 12   | Santos                  | 47   | 38 | 12 | 11 | 15 | 44 | 41 | +3   | Fase de grupos de la Copa Sudamericana           |
| 13   | Goiás                   | 46   | 38 | 11 | 13 | 14 | 40 | 53 | −13  | Fase de grupos de la Copa Sudamericana           |
| 14   | RB Bragantino           | 44   | 38 | 11 | 11 | 16 | 49 | 59 | −10  | Fase de grupos de la Copa Sudamericana           |
| 15   | Coritiba                | 42   | 38 | 12 | 6  | 20 | 39 | 60 | −21  |                                                  |
| 16   | Cuiabá                  | 41   | 38 | 10 | 11 | 17 | 31 | 42 | −11  |                                                  |
| 17   | Ceará (D)               | 37   | 38 | 7  | 16 | 15 | 34 | 41 | −7   | Descenso a Serie B                               |
| 18   | Atlético Goianiense (D) | 36   | 38 | 8  | 12 | 18 | 39 | 57 | −18  | Descenso a Serie B                               |
| 19   | Avaí (D)                | 35   | 38 | 9  | 8  | 21 | 34 | 60 | −26  | Descenso a Serie B                               |
| 20   | Juventude (D)           | 22   | 38 | 3  | 13 | 22 | 29 | 69 | −40  | Descenso a Serie B                               |

 Fuente: CBF
Criterios de clasificación: 1) Puntos; 2) Partidos ganados; 3) Diferencia de gol; 4) Goles anotados; 5) Resultados en partidos directos (solo entre dos equipos); 6) Menor cantidad de tarjetas rojas; 7) Menor cantidad de tarjetas amarillas; 8) Sorteo.
Notas:
1. ↑  Clasificado a la Copa Libertadores 2023 como campeón de la Copa Libertadores 2022.

| Bandera del estado de São Paulo |
| Campeón                         |
| Palmeiras 11° título            |

## Serie B
Se disputó del 8 de abril al 6 de noviembre de 2022. Siguió las mismas reglas que la Serie A, en donde todos los equipos se enfrentaron en partidos de ida y vuelta. Los primeros cuatro puestos clasificaron directamente a la Serie A 2023, mientras que los últimos cuatro equipos descendieron a la Serie C 2023.

### Participantes
| Equipo               | Ciudad         | Estado             | Estadio                             | Capacidad | Posición 2021 |
| -------------------- | -------------- | ------------------ | ----------------------------------- | --------- | ------------- |
| Bahia                | Salvador       | Bahía              | Arena Fonte Nova                    | 50.000    | 18.º Serie A  |
| Brusque              | Brusque        | Santa Catarina     | Estadio Augusto Bauer               | 5.000     | 13.º Serie B  |
| Chapecoense          | Chapecó        | Santa Catarina     | Arena Condá                         | 20.089    | 20.º Serie A  |
| CRB                  | Maceió         | Alagoas            | Estadio Rei Pelé                    | 17.126    | 7.º Serie B   |
| Criciúma             | Criciúma       | Santa Catarina     | Estadio Heriberto Hülse             | 19.500    | 4.º Serie C   |
| Cruzeiro             | Belo Horizonte | Minas Gerais       | Estadio Mineirão                    | 62.000    | 14.º Serie B  |
| CSA                  | Maceió         | Alagoas            | Estadio Rei Pelé                    | 17.126    | 5.º Serie B   |
| Grêmio               | Porto Alegre   | Río Grande del Sur | Arena do Grêmio                     | 55.662    | 17.º Serie A  |
| Guaraní              | Campinas       | São Paulo          | Estadio Brinco de Ouro da Princesa  | 29.130    | 6.º Serie B   |
| Ituano               | Itu            | São Paulo          | Estadio Novelli Júnior              | 18.500    | 1.º Serie C   |
| Londrina             | Londrina       | Paraná             | Estadio do Café                     | 30.000    | 16.º Serie B  |
| Náutico              | Recife         | Pernambuco         | Estadio dos Aflitos                 | 22.856    | 8.º Serie B   |
| Novorizontino        | Novo Horizonte | São Paulo          | Estadio Jorge Ismael de Biasi       | 16.000    | 3.º Serie C   |
| Operário Ferroviário | Ponta Grossa   | Paraná             | Estadio Germano Kruger              | 8.800     | 12.º Serie B  |
| Ponte Preta          | Campinas       | São Paulo          | Estadio Moisés Lucarelli            | 19.728    | 11.º Serie B  |
| Sampaio Corrêa       | São Luís       | Maranhão           | Estadio Governador João Castelo     | 40.149    | 15.º Serie B  |
| Sport Recife         | Recife         | Pernambuco         | Estadio Ilha do Retiro              | 32.983    | 19.º Serie A  |
| Tombense             | Tombos         | Minas Gerais       | Estadio Almeidão                    | 3.050     | 2.º Serie C   |
| Vasco da Gama        | Río de Janeiro | Río de Janeiro     | Estadio São Januário                | 21.880    | 10.º Serie B  |
| Vila Nova            | Goiânia        | Goiás              | Estadio Onésio Brasileiro Alvarenga | 11.788    | 9.º Serie B   |

### Clasificación
| Pos. | Equipo               | Pts. | PJ | G  | E  | P  | GF | GC | Dif. | Ascenso o descenso 2023 |
| ---- | -------------------- | ---- | -- | -- | -- | -- | -- | -- | ---- | ----------------------- |
| 1    | Cruzeiro (C)         | 78   | 38 | 23 | 9  | 6  | 57 | 26 | +31  | Ascienden a la Serie A  |
| 2    | Grêmio               | 65   | 38 | 17 | 14 | 7  | 50 | 26 | +24  | Ascienden a la Serie A  |
| 3    | Bahia                | 62   | 38 | 17 | 11 | 10 | 43 | 29 | +14  | Ascienden a la Serie A  |
| 4    | Vasco da Gama        | 62   | 38 | 17 | 11 | 10 | 48 | 36 | +12  | Ascienden a la Serie A  |
| 5    | Sampaio Corrêa       | 58   | 38 | 16 | 10 | 12 | 48 | 42 | +6   |                         |
| 6    | Ituano               | 57   | 38 | 15 | 12 | 11 | 42 | 34 | +8   |                         |
| 7    | Sport Recife         | 57   | 38 | 15 | 12 | 11 | 37 | 31 | +6   |                         |
| 8    | Criciúma             | 56   | 38 | 14 | 14 | 10 | 43 | 31 | +12  |                         |
| 9    | Londrina             | 53   | 38 | 14 | 11 | 13 | 36 | 37 | −1   |                         |
| 10   | Guaraní              | 51   | 38 | 13 | 12 | 13 | 33 | 36 | −3   |                         |
| 11   | CRB                  | 50   | 38 | 13 | 11 | 14 | 35 | 43 | −8   |                         |
| 12   | Ponte Preta          | 49   | 38 | 12 | 13 | 13 | 34 | 36 | −2   |                         |
| 13   | Vila Nova            | 47   | 38 | 9  | 20 | 9  | 28 | 31 | −3   |                         |
| 14   | Chapecoense          | 45   | 38 | 11 | 12 | 15 | 37 | 39 | −2   |                         |
| 15   | Tombense             | 45   | 38 | 10 | 15 | 13 | 38 | 47 | −9   |                         |
| 16   | Novorizontino        | 44   | 38 | 11 | 11 | 16 | 44 | 49 | −5   |                         |
| 17   | CSA                  | 42   | 38 | 9  | 15 | 14 | 29 | 37 | −8   | Descienden a la Serie C |
| 18   | Brusque              | 34   | 38 | 8  | 10 | 20 | 21 | 38 | −17  | Descienden a la Serie C |
| 19   | Operário Ferroviário | 34   | 38 | 7  | 13 | 18 | 31 | 53 | −22  | Descienden a la Serie C |
| 20   | Náutico              | 30   | 38 | 8  | 6  | 24 | 32 | 65 | −33  | Descienden a la Serie C |

 Fuente: CBF
| Bandera del estado de Minas Gerais |
| Campeón                            |
| Cruzeiro 1° título                 |

## Serie C
La Serie C del Campeonato de fútbol de Brasil 2022 se disputó del 9 de abril al 8 de octubre de 2022. Se jugó con 20 clubes, donde los cuatro semifinalistas ascendieron a la  Serie B y los dos últimos de cada grupo en la primera etapa descendieron a la Serie D.

### Participantes
| Equipo              | Ciudad               | Estado               | Estadio                  | Posición 2020 |
| ------------------- | -------------------- | -------------------- | ------------------------ | ------------- |
| ABC                 | Natal                | Río Grande del Norte | Frasqueirão              | 3.º Serie D   |
| Altos               | Altos                | Piauí                | Felipão                  | 14.º Serie C  |
| Aparecidense        | Aparecida de Goiânia | Goiás                | Aníbal Batista de Toledo | 1.º Serie D   |
| Atlético Cearense   | Fortaleza            | Ceará                | Antonio Cruz             | 4.º Serie D   |
| Botafogo-PB         | João Pessoa          | Paraíba              | Almeidão                 | 6.º Serie C   |
| Botafogo-SP         | Ribeirão Preto       | São Paulo            | Santa Cruz               | 13.º Serie C  |
| Brasil de Pelotas   | Pelotas              | Río Grande del Sur   | Bento Freitas            | 20.º Serie B  |
| Campinense          | Campina Grande       | Paraíba              | Amigão                   | 2.º Serie D   |
| Confiança           | Aracaju              | Sergipe              | Batistão                 | 19.º Serie B  |
| Ferroviário         | Fortaleza            | Ceará                | Elzir Cabral             | 11.º Serie C  |
| Figueirense         | Florianópolis        | Santa Catarina       | Orlando Scarpelli        | 9.º Serie C   |
| Floresta            | Fortaleza            | Ceará                | Arena Castelão           | 15.º Serie C  |
| Manaus              | Manaus               | Amazonas             | Arena da Amazônia        | 7.º Serie C   |
| Mirassol            | Mirassol             | São Paulo            | Maião                    | 16.º Serie C  |
| Paysandu            | Belém                | Pará                 | Curuzu                   | 8.º Serie C   |
| Remo                | Belém                | Pará                 | Baenão                   | 17.º Serie B  |
| São José            | Porto Alegre         | Río Grande del Sur   | Passo d'Areia            | 12.º Serie C  |
| Vitória             | Salvador             | Bahía                | Barradão                 | 18.º Serie B  |
| Volta Redonda       | Volta Redonda        | Río de Janeiro       | Raulino de Oliveira      | 10.º Serie C  |
| Ypiranga de Erechim | Erechim              | Río Grande del Sur   | Colosso da Lagoa         | 5.º Serie C   |

### Clasificación general
| Pos. | Equipo              | Pts. | PJ | G  | E  | P  | GF | GC | Dif. | Clasificación 2022            |
| ---- | ------------------- | ---- | -- | -- | -- | -- | -- | -- | ---- | ----------------------------- |
| 1    | Mirassol            | 49   | 27 | 14 | 7  | 6  | 45 | 28 | +17  | Ascendidos a la Serie B 2023. |
| 2    | ABC                 | 44   | 27 | 11 | 11 | 5  | 26 | 19 | +7   | Ascendidos a la Serie B 2023. |
| 3    | Botafogo-SP         | 42   | 25 | 13 | 3  | 9  | 37 | 30 | +7   | Ascendidos a la Serie B 2023. |
| 4    | Vitória             | 38   | 25 | 10 | 8  | 7  | 25 | 21 | +4   | Ascendidos a la Serie B 2023. |
| 5    | Figueirense         | 40   | 25 | 10 | 10 | 5  | 35 | 24 | +11  |                               |
| 6    | Paysandu            | 37   | 25 | 10 | 7  | 8  | 34 | 23 | +11  |                               |
| 7    | Volta Redonda       | 36   | 25 | 11 | 3  | 11 | 36 | 33 | +3   |                               |
| 8    | Aparecidense        | 36   | 25 | 10 | 6  | 9  | 31 | 28 | +3   |                               |
| 9    | Botafogo-PB         | 29   | 19 | 7  | 8  | 4  | 17 | 13 | +4   |                               |
| 10   | Ypiranga de Erechim | 28   | 19 | 7  | 7  | 5  | 25 | 20 | +5   |                               |
| 11   | São José            | 26   | 19 | 7  | 5  | 7  | 33 | 27 | +6   |                               |
| 12   | Remo                | 26   | 19 | 7  | 5  | 7  | 25 | 22 | +3   |                               |
| 13   | Manaus              | 25   | 19 | 6  | 7  | 6  | 16 | 21 | −5   |                               |
| 14   | Confiança           | 23   | 19 | 6  | 5  | 8  | 12 | 17 | −5   |                               |
| 15   | Floresta            | 23   | 19 | 6  | 5  | 8  | 17 | 25 | −8   |                               |
| 16   | Altos               | 21   | 19 | 6  | 3  | 10 | 21 | 31 | −10  |                               |
| 17   | Atlético Cearense   | 19   | 19 | 5  | 4  | 10 | 17 | 35 | −18  | Descenso a la Serie D 2023.   |
| 18   | Brasil de Pelotas   | 17   | 19 | 4  | 5  | 10 | 19 | 29 | −10  | Descenso a la Serie D 2023.   |
| 19   | Ferroviário         | 16   | 19 | 5  | 1  | 13 | 15 | 27 | −12  | Descenso a la Serie D 2023.   |
| 20   | Campinense          | 16   | 19 | 4  | 4  | 11 | 15 | 28 | −13  | Descenso a la Serie D 2023.   |

 Fuente: CBF
| Bandera del estado de São Paulo |
| Campeón                         |
| Mirassol 1° título              |

## Serie D
La Serie D del Campeonato Brasileño de Fútbol de 2022, se disputó del 17 de abril al 25 de septiembre de 2022. Fue la decimocuarta edición de la competición de fútbol profesional equivalente a la cuarta división en Brasil. Esta edición fue disputada por 64 equipos, que se clasificaron a través de los campeonatos estatales y por otros torneos realizados a cargo de cada una de las federaciones estatales.

### Participantes
| Estado                         | Equipo                                                         | Vía de clasificación |
| ------------------------------ | -------------------------------------------------------------- | --- |
| Acre 2 cupos                   | Rio Branco-AC Humaitá                                          | Campeón del Campeonato Acreano 2021 Subcampeón del Campeonato Acreano 2021 |
| Alagoas 2 cupos                | CSE ASA Arapiraca                                              | Mejor ubicado del Campeonato Alagoano 2021 Campeón de la Copa Alagoas 2021 |
| Amapá 1 cupo                   | Trem                                                           | Campeón del Campeonato Amapaense 2021 |
| Amazonas 2 cupos               | São Raimundo-AM Amazonas                                       | Subcampeón del Campeonato Amazonense 2021 Mejor ubicado del Campeonato Amazonense 2021 |
| Bahía 3 cupos + adicional      | Jacuipense Atlético de Alagoinhas Bahia de Feira Juazeirense   | 17º puesto de la Serie C 2021 Campeón del Campeonato Baiano 2021 Subcampeón del Campeonato Baiano 2021 Tercer puesto del Campeonato Baiano 2021                                                                |
| Ceará 3 cupos                  | Pacajus Crato Icasa                                            | Mejor ubicado del Campeonato Cearense 2021 Segundo mejor ubicado del Campeonato Cearense 2021 Tercer mejor ubicado del Campeonato Cearense 2021                                                                |
| Distrito Federal 2 cupos       | Brasiliense Ceilândia                                          | Campeón del Campeonato Brasiliense 2021 Subcampeón del Campeonato Brasiliense 2021 |
| Espírito Santo 2 cupos         | Real Noroeste Nova Venécia                                     | Campeón del Campeonato Capixaba 2021 Campeón de la Copa Espírito Santo 2021 |
| Goiás 3 cupos                  | Grêmio Anápolis Anápolis Iporá                                 | Campeón del Campeonato Goiano 2021 Mejor ubicado del Campeonato Goiano 2021 Segundo Mejor ubicado del Campeonato Goiano 2021                                                                                   |
| Maranhão 2 cupos               | Moto Club Juventude Samas                                      | Mejor ubicado del Campeonato Maranhense 2021 Campeón de la Copa FMF 2021 |
| Mato Grosso 2 cupos            | Operário-VG Ação                                               | Subcampeón del Campeonato Matogrossense 2021 Mejor ubicado del Campeonato Matogrossense 2021 |
| Mato Grosso del Sur 1 cupo     | Costa Rica                                                     | Campeón del Campeonato Sul-Matogrossense 2021 |
| Minas Gerais 3 cupos           | URT Pouso Alegre Caldense                                      | Mejor ubicado del Campeonato Mineiro 2021 Segundo mejor ubicado del Campeonato Mineiro 2021 Tercer mejor ubicado del Campeonato Mineiro 2021                                                                   |
| Pará 2 cupos                   | Tuna Luso Castanhal                                            | Subcampeón del Campeonato Paraense 2021 Mejor ubicado del Campeonato Paraense 2021 |
| Paraíba 2 cupos                | Sousa São Paulo Crystal                                        | Subcampeón del Campeonato Paraibano 2021 Mejor ubicado del Campeonato Paraibano 2021 |
| Paraná 3 cupos + adicional     | Paraná FC Cascavel Azuriz Cianorte                             | 18º puesto de la Serie C 2021 Subcampeón del Campeonato Paranaense 2021 Mejor ubicado del Campeonato Paranaense 2021 Segundo mejor ubicado del Campeonato Paranaense 2021                                      |
| Pernambuco 2 cupos + adicional | Santa Cruz Salgueiro Afogados                                  | 19º puesto de la Serie C 2021 Mejor ubicado del Campeonato Pernambucano 2021 Segundo mejor ubicado del Campeonato Pernambucano 2021                                                                            |
| Piauí 2 cupos                  | Fluminense Piauí 4 de Julho                                    | Subcampeón del Campeonato Piauiense 2021 Mejor ubicado del Campeonato Piauiense 2021 |
| Río de Janeiro 3 cupos         | Portuguesa-RJ Nova Iguaçu Pérolas Negras                       | Mejor ubicado del Campeonato Carioca 2021 Segundo mejor ubicado del Campeonato Carioca 2021 Campeón de la Copa Río 2021                                                                                        |
| Río Grande del Norte 2 cupos   | Globo América de Natal                                         | Campeón del Campeonato Potiguar 2021 Mejor ubicado del Campeonato Potiguar 2021 |
| Río Grande del Sur 3 cupos     | Caxias Aimoré São Luiz                                         | Mejor ubicado del Campeonato Gaúcho 2021 Segundo mejor ubicado del Campeonato Gaúcho 2021 Tercer mejor ubicado del Campeonato Gaúcho 2021                                                                      |
| Rondonia 1 cupo                | Porto Velho                                                    | Campeón del Campeonato Rondoniense 2021 |
| Roraima 2 cupos                | São Raimundo-RR Náutico-RR                                     | Campeón del Campeonato Roraimense 2021 Subcampeón del Campeonato Roraimense 2021 |
| São Paulo 4 cupos + adicional  | Oeste Ferroviária Inter de Limeira Santo André São Bernardo FC | 20º puesto de la Serie C 2021 Mejor ubicado del Campeonato Paulista 2021 Segundo mejor ubicado del Campeonato Paulista 2021 Tercer mejor ubicado del Campeonato Paulista 2021 Campeón de la Copa Paulista 2021 |
| Santa Catarina 3 cupos         | Marcílio Dias Juventus de Jaraguá Próspera                     | Mejor ubicado del Campeonato Catarinense 2021 Segundo mejor ubicado del Campeonato Catarinense 2021 Tercer mejor ubicado del Campeonato Catarinense 2021                                                       |
| Sergipe 2 cupos                | Sergipe Lagarto                                                | Campeón del Campeonato Sergipano 2021 Subcampeón del Campeonato Sergipano 2021 |
| Tocantins 1 cupo               | Tocantinópolis                                                 | Campeón del Campeonato Tocantinense 2021 |

| Bandera del estado de Río Grande del Norte |
| Campeón                                    |
| América de Natal 1° título                 |